# Khovrino
Pour l’article homonyme, voir Khovrino (métro de Moscou).
Khovrino (Муниципальный округ Ховрино) est un district municipal de la ville de Moscou, capitale de la Russie, dépendant du district administratif nord.